# Ambroży (Podobiedow)
Ambroży, imię świeckie Andriej Iwanowicz Podobiedow (ur. 9 listopada?/20 listopada 1742 w Stogowie, zm. 9 maja?/21 maja 1818 w Nowogrodzie) – rosyjski biskup prawosławny.

## Życiorys
Urodził się w rodzinie kapłana prawosławnego służącego w eparchii włodzimierskiej. W 1757 podjął naukę w seminarium duchowny przy Ławrze Troicko-Siergijewskiej, gdzie wśród jego nauczycieli byli metropolita moskiewski Platon (Lewszyn) i przyszły metropolita petersburski Gabriel (Pietrow-Szaposznikow). Po ukończeniu szkoły w 1764 został zatrudniony w seminarium jako wykładowca katechizmu i retoryki, następnie w 1765 przeniesiony na stanowisko bibliotekarza, zaś w 1767 – wykładowcy języka hebrajskiego. 12 lutego 1768 złożył wieczyste śluby mnisze, zaś 22 września tego samego roku został wyświęcony na hieromnicha. Został następnie skierowany do pracy w Akademii Słowiańsko-Grecko-Łacińskiej jako jej prefekt i wykładowca filozofii. W 1774 otrzymał godność archimandryty i został mianowany rektorem Akademii. Równocześnie objął obowiązki przełożonego Monasteru Zaikonospasskiego. W czasie jego przebywania w Moskwie stał się znany jako kaznodzieja, a jego mowa wygłoszona po zabójstwie arcybiskupa moskiewskiego Ambrożego została wydrukowana w językach rosyjskim, francuskim i niemieckim. Caryca Katarzyna II wysoko ceniła duchownego i dzięki jej poparciu został on w 1778 wyświęcony na biskupa.
Chirotonia biskupia Ambrożego (Podobiedowa) miała miejsce w pustelni Trójcy Świętej i św. Sergiusza w Strielnie pod Petersburgiem. Archimandryta Ambroży został wyświęcony na biskupa pomocniczego eparchii moskiewskiej z tytułem biskupa siewskiego. Pełniąc swoje obowiązki, hierarcha szczególnie troszczył się o szkolnictwo duchowne, otwierając w 1778 seminarium w Siewsku i szkoły niższego stopnia w Orle i Briańsku. W 1782 objął katedrę kruticką i możajską, gdzie wspierał seminarium duchowne w Kruticy i otworzył szkoły duchowne w Borowsku i Bielowie.
W 1785 został arcybiskupem kazańskim i swijaskim. Przyczynił się do rozwoju seminarium duchownego w Kazaniu, przekształconego w 1797 w Akademię Duchowną (Ambroży był już wówczas arcybiskupem petersburskim). Wyremontował również miejscowy sobór katedralny. Od 1795, jako stały członek Świątobliwego Synodu Rządzącego, przebywał na stałe w Petersburgu. W 1799 został arcybiskupem petersburskim, estońskim i wyborskim. Rok później eparchie petersburska i nowogrodzka zostały, po rocznej przerwie, ponownie połączone pod jego zarządem. Od 1801 nosił tytuł metropolity. W 1818, po ponownym podziale eparchii, przyjął tytuł metropolity nowogrodzkiego i ołonieckiego i został ordynariuszem eparchii nowogrodzkiej. W tym samym roku zmarł.
Jako metropolita petersburski otworzył szkoły duchowne niższego stopnia w Tichwinie, Starej Russie, Borowiczach, Wałdaju, Ustiużnej, Biełoziersku, Kargopolu i Pietrozawodsku oraz przy monasterach Cyrylo-Biełozierskim oraz Trójcy Świętej i św. Aleksandra Świrskiego. Zreformował również Petersburską Akademię Teologiczną.
Pochowany w soborze Mądrości Bożej w Nowogrodzie.